# دادا ماسيتي
مانا ستي حبيب جمال الدين (1810 تقريبًا -15 تموز 1919)، تعرف عادةً بدادا ماسيتي (أي الجدة ماسيتي)، هي شاعرة تنسب إلى الأشراف (لقب يطلق على الذين يعود نسبهم للنبي محمد)، وعالمة صوفية وإسلامية، نظمت قصائدهاا باللهجة البرفانية، المتحدث بها في باراوا.
ولدت مانا سيتي حبيب جمال الدين الملقبة ب (دادا ماسيتي) في العقد العاشر من القرن التاسع عشر في باراوا (برافا)، وهي مدينة ساحلية جنوب الصومال، وتنحدر عائلتها من كلا الجانبين من قبيلة المهدي لي أشرف، وينتمي جد أمها أيضاً إلى قبيلة علي نظيري أشرف، التي كان لها تأثير كبير على المنطقة وكانت أكبر العشيرتين الفرعيتين.
كان الأشراف قد أقاموا لأول مرةٍ في باراوا حوالي بداية القرن السابع عشر ويرجعون نسبهم في نهاية المطاف إلى النبي محمد -صلى الله عليه وسلم-.
وما هو معروفٌ عن سنوات دادا ماسيتي المبكرة، مستمدٌ من مصادر شفهيةٍ مختلفة، وتشير الروايات التي أيّدها أحفاد أقرب أقاربها إلى أنها اختطفت وأخذت إلى زنجبار. وقد حدث الاختطاف وهي في سن المراهقة بموافقتها من قبل الخاطب الذي رفضته عائلتها زوجًا محتملًا. هرب الاثنان وتزوجا في جزيرة بيت، وانهارت علاقتهما بعد ذلك بوقتٍ قصير، ويقال أنها بعد ذلك احتجزت بطريقةٍ تقترب للعبودية لحوالي عشر سنوات، نجحت في النهاية بالفرار عندما جاء لإنقاذها ابن خالتها عمر قلاتن الذي كان يقيم في زنجبار في ذلك الوقت، كما أكدت دادا ماسيتي بنفسها على هذه الأحداث في شعرها لأنها لمّحت أنها قد ضللت بمغريات دنيوية، وعبّرت عن الندم رغبةً في التكفير عن أفعالها، وذكرت في قصائدها اسم عمر قلاتن طالبةً مرارًا وتكرارًا من الله أن يرحمه، لم تتزوج دادا ماسيتي مرةً أخرى ولم تحظ بأطفال.
شغلت دادا ماسيتي نفسها بتعلم الدين تحت إشراف الشيخ محمد جنى البهلولي، أحد أتباع القادرية. ويُظهر شعرها فهمها الدقيق والمفصل للقرآن والسنة. وثمة أدلةٍ على أنها تحظى باحترامٍ كبيرٍمن معاصريها الذين كانوا يشيرون إليها في قصائدهم، فقد ذكر الشيخ قاسم محيي الدين البراوي أنها «كنزٌ يجب الحفاظ عليه».
ومن أشهر قصائد دادا ماسيتي «بعد الحياة، يأتي الموت: عند وفاة الشيخ، لا يجب أن يبكي أحد» نظمت هذه القصيدة من أجل صديقها الفقيه الشيخ محمد صابرالنوريني. وألفت أيضا قصيدةَ (شيخي شيفا ايسلوا) في مديح الشيخ النوريني أحمد الصابر الحاتمي. التزم الكثير من معاصريها بتذكر قصائدها، وخصوصًا النساء. ولا تزال قصائدها تظهر بشكلٍ بارزٍ في حوليات باراوا الشعرية.
بعد وفاتها دفنت دادا ماسيتي بجانب منزلها الصغير في باراوا، ويلتزم أهل البلدة بزيارة ضريحها بشكل سنوي.
1. ↑  Emmanuel K. Akyeampong; Henry Louis Gates, Jr., eds. (2012), Dictionary of African Biography (بالإنجليزية), New York City: Oxford University Press, OL:24839793M, QID:Q46002746